# مايك بيرسون
مايك بيرسون (بالإنجليزية: Mike Pearson)‏ (19 يناير 1988 في المملكة المتحدة - ) هو لاعب كرة قدم ويلزي في مركز الدفاع. شارك مع منتخب ويلز تحت 17 سنة لكرة القدم. أما مع النوادي، فقد لعب مع أولدهام أثلتيك ونادي إيرباص يو كاي بروتون وWales national semi-professional football team ‏ ونادي بارو وFarsley Celtic F.C. ‏.

## وصلات خارجية
- مايك بيرسون على موقع قاعدة بيانات كرة القدم.إي يو (الإنجليزية)
- مايك بيرسون على موقع Soccerbase.com (لاعب) (الإنجليزية)